# Milovice (přírodní rezervace)
Přírodní rezervace Milovice je nestátní přírodní rezervace, která byla založena v roce 2015 neziskovou organizací Česká krajina, jejímž hlavním cílem je ochrana přírody, krajiny a životního prostředí.
Přírodní rezervace Milovice je součástí evropsky významné lokality Natura 2000 Milovice – Mladá o celkové rozloze 1244,6 ha, která se nachází v bývalém vojenském výcvikovém prostoru Milovice – Mladá mezi městy Milovice a Benátky nad Jizerou. Její součástí jsou dvě částečně se překrývající rezervace, z nichž jedna je státní národní přírodní památka Mladá a druhá nestátní pastevní rezervace Milovice.
Nestátní přírodní rezervace je tvořena dvěma pastvinami, kde se výborně daří třem klíčovým druhům velkých kopytníků. V lednu 2015 bylo na pastviny převezeno 14 divokých koní (exmoorský pony). V říjnu 2015 přibylo stádo praturů a v prosinci téhož roku pak stádo v české krajině vyhynulého zubra. Stalo se tak na základě původního projektu organizace Česká krajina.
Velcí kopytníci zásadním způsobem ovlivňují charakter zdejší přírody. Svou činností totiž pomáhají udržovat jemnou krajinnou strukturu. Spásají agresivní byliny, čímž zachraňují mizející stepní společenstva a vzácnou faunu i flóru v Milovicích. Vytvářejí tak prostor pro návrat ohrožených druhů rostlin, z nichž nejvzácnější je hořec křižatý. Na tuto rostlinu je vývojově vázán kriticky ohrožený modrásek hořcový Rebelův (Phengaris alcon f. rebeli). Ten se jinde v České republice nevyskytuje a je tedy velkou vzácností spolu s dalšími zdejšími ohroženými druhy bezobratlých živočichů.

## Galerie

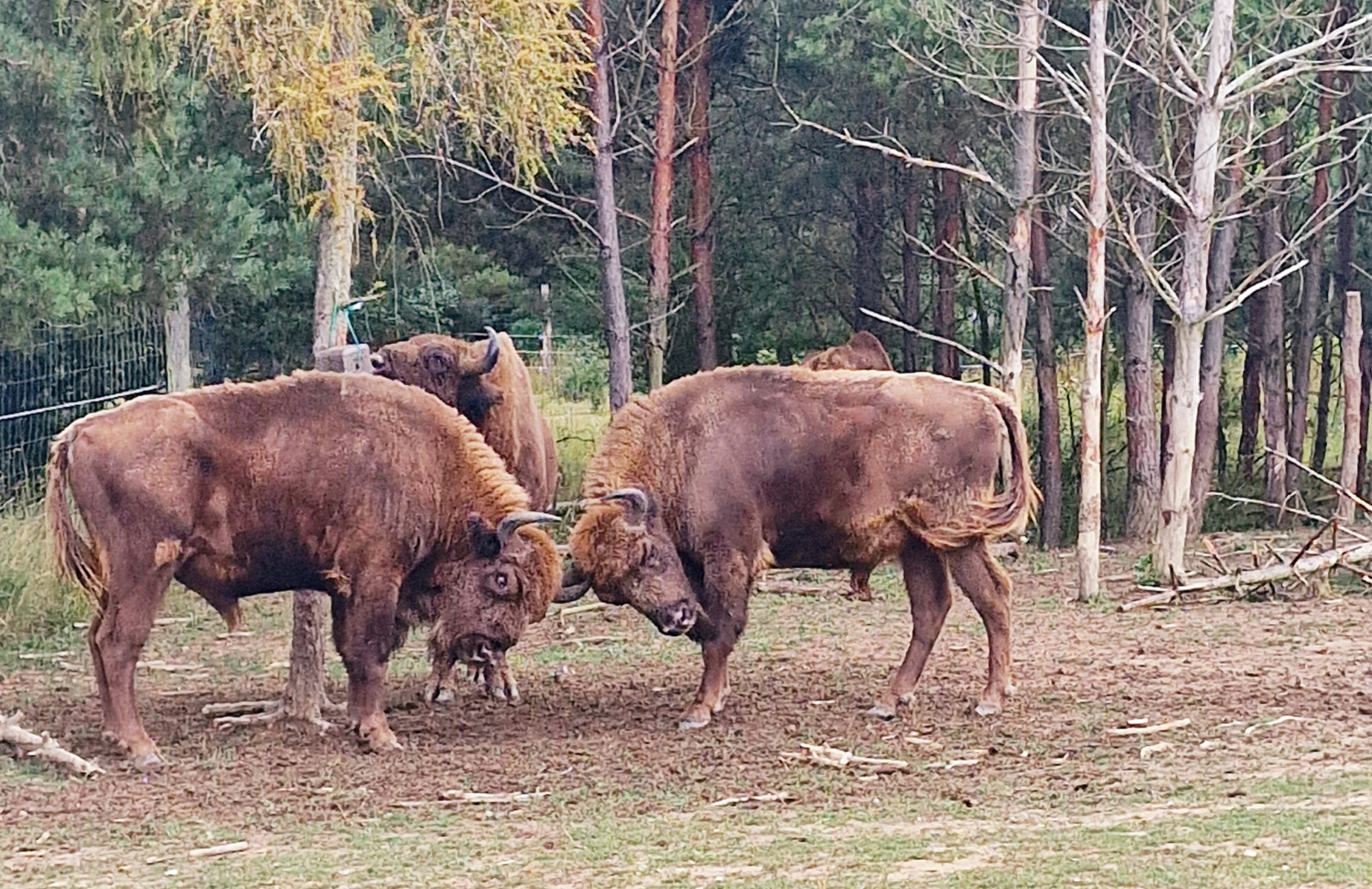
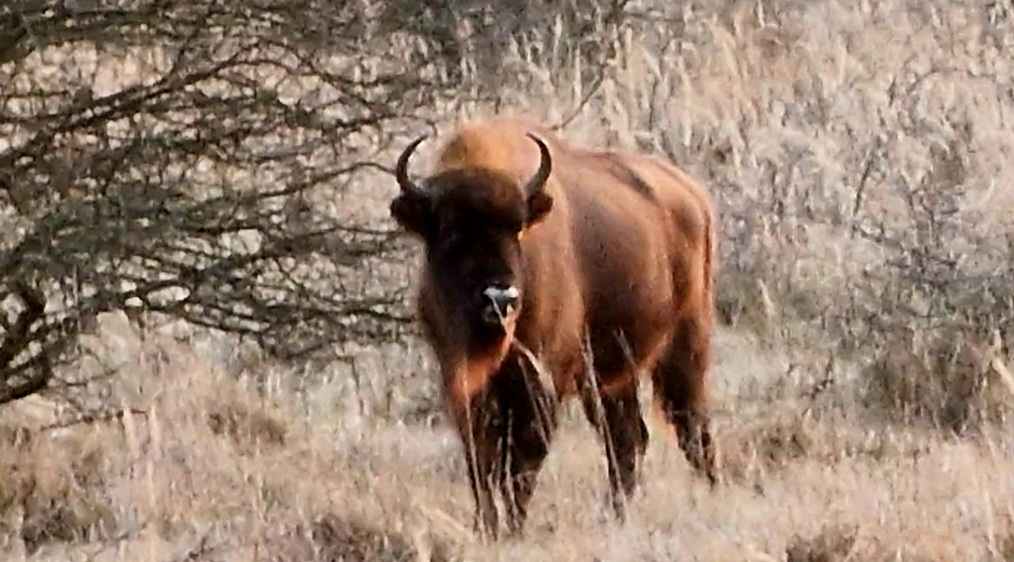
Zubr v pastevní rezervaci koní a zubrů v evropsky významné lokalitě Milovice - Mladá.
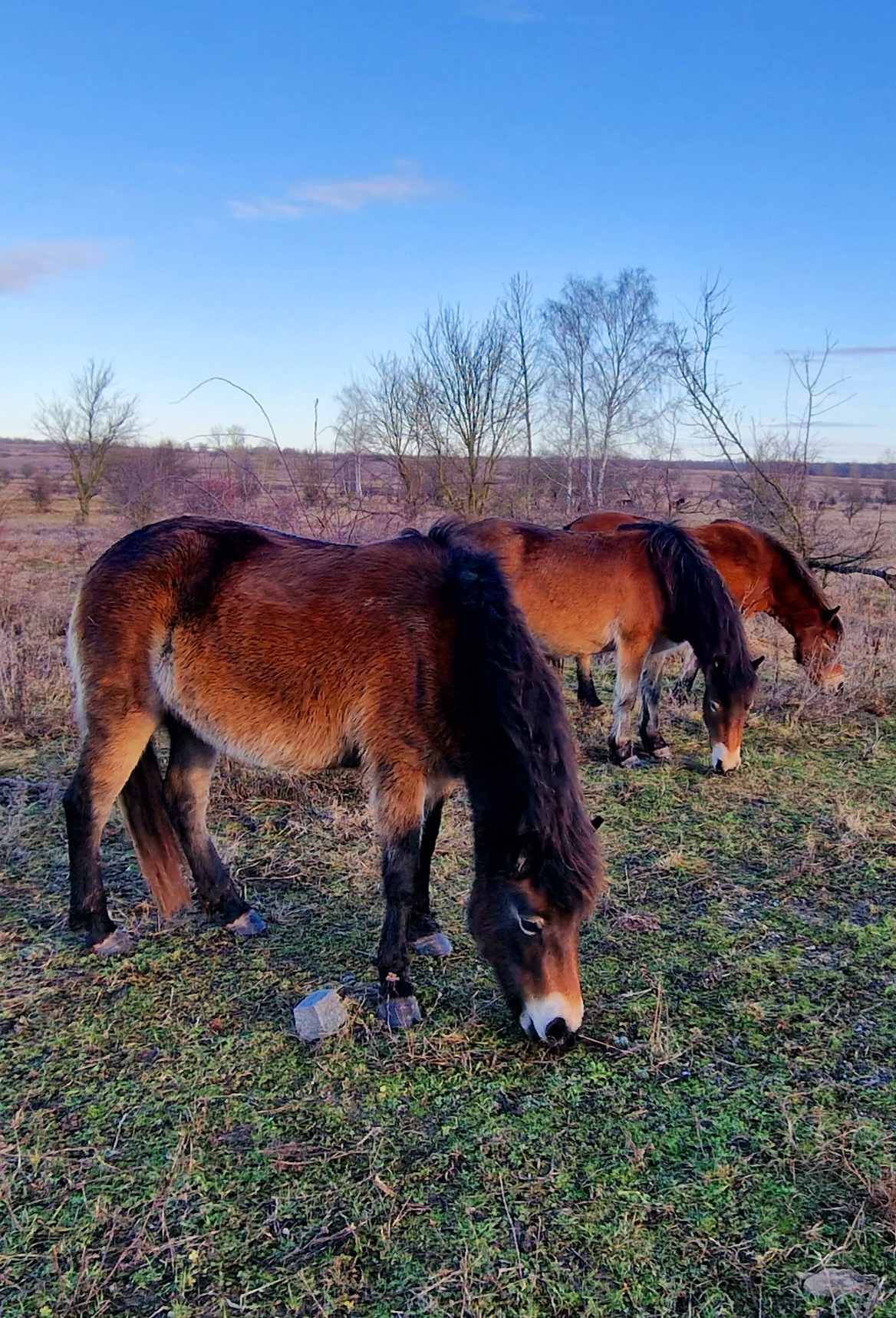
Exmoorský pony v pastevní rezervaci divokých koní a praturů v Milovicích.
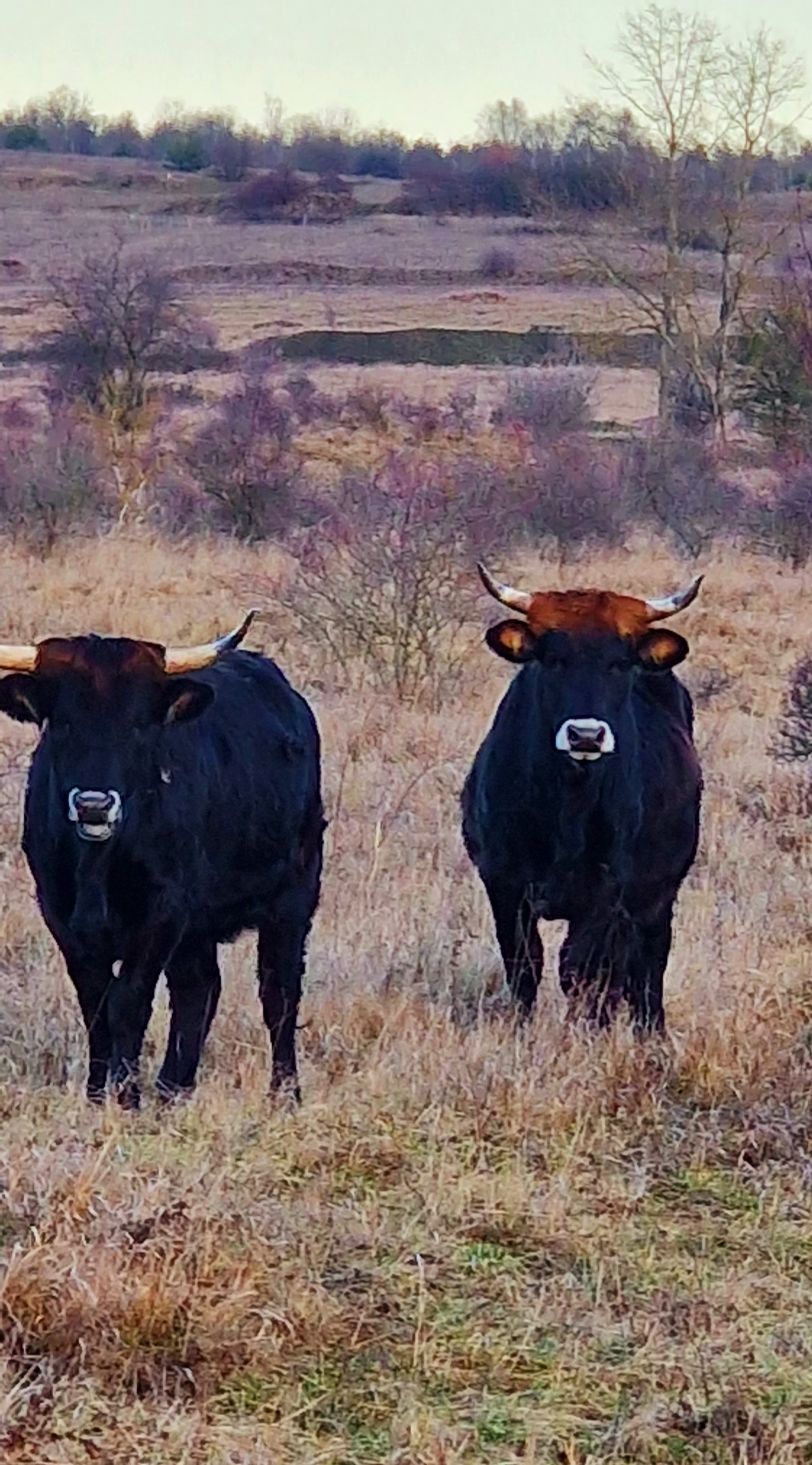
Pratur v pastevní rezervaci divokých koní a praturů v Milovicích.